# Cor Lems
Cor Lems (Rotterdam, 13 maart 1961) is een Nederlandse voormalige profvoetballer. De middenvelder genoot zijn opleiding bij SC Feyenoord, maar brak pas door bij DS'79, waardoor hij een transfer afdwong naar Ipswich Town halverwege het seizoen 1983/84. Dit avontuur eindigde al na een half seizoen en hij keerde terug naar DS'79. Nadien transfereerde bij naar FC Den Haag, waar hij negen jaar zou doorbrengen.
Cor Lems was een meer dan gemiddeld talent, die in zijn Haagse periode zelfs in serieuze belangstelling van PSV stond. De transfer ketste af op een te hoge transfersom. Cor Lems was een speler die zeer tegengestelde meningen en emoties wist op te roepen. Onomstreden bij supporters (die hem op handen droegen), zeer gewaardeerd door trainers als Co Adriaanse, maar ook verguisd door tegenstanders en sommige media. Zijn reputatie als notoire 'kaartenpakker' was daar debet aan. Zijn hele profcarrière bracht hij door bij slechts twee clubs. Eerst DS'79 (van 1980 tot 1986), daarna FC Den Haag (van 1986 tot 1994) en vervolgens terug naar Dordrecht voor de club die inmiddels in Dordrecht'90 was omgedoopt.
Lems sloot in 1999 bij Dordrecht'90 zijn carrière als voetballer af en is tegenwoordig medewerker bij een producent van afdichtingsmaterialen. Hij is nog steeds woonachtig in zijn geboorteplaats Rotterdam. Tot de zomer van 2009 was hij trainer van zaterdag eersteklasser RVVH uit Ridderkerk. Hij promoveerde met die ploeg via de nacompetitie naar de hoofdklasse. Vanaf juli 2009 was hij actief als trainer van Kocatepe Anadolu.
Vanaf het seizoen 2017/2018 is hij assistent trainer bij het in de Hoofklasse A Zaterdag uitkomende SteDoCo uit Hoornaar.

## Erelijst
Drie promoties naar de Eredivisie, twee met Dordrecht en 1 keer in Den Haag. 
Lems speelde ook in de verloren KNVB beker-finale tegen Ajax in 1987.
Promoveerde als trainer met RVVH naar de zaterdaghoofdklasse in 2009.